# رضوان زردوم
رضوان زردوم (بالفرنسية: Redouane Zerdoum)‏ هو لاعب كرة قدم جزائري ، ولد يوم 1 يناير 1999 في حسين داي في الجزائر. يلعب لنادي جمعية الشلف.

## روابط خارجية
- رضوان زردوم على موقع قاعدة بيانات كرة القدم.إي يو (الإنجليزية)
- رضوان زردوم على موقع Soccerway.com (الإنجليزية)